# Деколонизация Америки
Деколонизация Америки — процесс приобретения независимости бывшими европейскими колониями, расположенными на американском континенте. Эти события происходила в течение нескольких столетий. За это время большинство стран Америки обрели независимость от европейского правления.
Американская революция стала первой в Америке. Последующее поражение Великобритании в американской Войне за независимость (1775—1783) стало знаковой победой бывшей колонии над великой державой. Эта победа была достигнута при помощи врагов Великобритании — Франции и Испании.
Последовавшая за этими событиями Французская революция, несмотря на то, что происходила в Европе, оказала глубокое влияние на испанские, португальские и французские колонии в Америке.
Возникшая под влияниями европейских событий революционная волна привела к созданию нескольких независимых стран в Латинской Америке. Гаитянская революция длилась с 1791 по 1804 год и привела к независимости бывшей французской  колонии.
Пиренейская война, начавшаяся в результате наполеоновской оккупации Испании, заставила испанских креолов в Испанской Америке усомниться в своей верности Испании, разожгла движения за независимость, кульминацией которых стали войны за независимость испанских колоний в Америке (1808—1833 гг.), которые в основном велись между противоборствующими группами колонистов и лишь во вторую очередь против испанских войск.
В то же время португальские монархи бежали в Бразилию во время французского вторжения в Португалию. После того, как королевский двор вернулся в Лиссабон, принц-регент Педро остался в Бразилии и в 1822 году успешно провозгласил себя императором новой независимой Бразильской империи.
К концу 1800-х годов Испания потеряла все три оставшиеся у нее карибские колонии. Санто-Доминго провозгласил независимость в 1821 году как Испанская Республика Гаити. После объединения, а затем отделения от бывшей французской колонии Гаити, президент Доминиканской Республики подписал соглашение, которое вернуло страну испанской колонии в 1861 году. Это спровоцировало Доминиканскую войну за восстановление, которая привела к второй независимости Доминиканской Республики от Испании. в 1865 году. Куба боролась за независимость от Испании в Десятилетней войне (1868—1878), Малой войне (1879—1880) и, наконец, в Кубинской войне за независимость (1895—1898). Американская интервенция 1898 года переросла в испано-американскую войну, в результате которой Соединенные Штаты получили Пуэрто-Рико, Гуам (которые до сих пор являются территориями принадлежащими США) и Филиппинские острова в Тихом океане. В условиях военной оккупации Куба стала протекторатом США до обретения независимости в 1902 году.
Мирное обретение независимости путем добровольного ухода колониальных держав стала нормой во второй половине XX века. Однако в Северной Америке все еще существуют британские и голландские колонии (в основном острова Карибского бассейна). Франция полностью интегрировала большинство своих бывших колоний в Америке (Французская Гвиана, Гваделупа и Мартиника) в качестве своих полноценных департаментов.

## Обстановка до революции

### Подрыв власти метрополии
В течение XVIII века Испания восстановила большую часть сил, которые она потеряла в XVII веке, но ресурсы страны были истощены из-за непрекращающейся войны в Европе, шедшей  с 1793 года. Это привело к увеличению участия местного населения в финансировании обороны и увеличению участия в обороне. ополчения местных жителей. Такое развитие противоречило идеалам централизованной абсолютной монархии. Испанцы также пошли на формальные уступки для укрепления обороны; В Чилоэ испанские власти пообещали свободу от Энкомьенды местным коренным жителям, поселившимся недалеко от новой крепости Анкуд (основанной в 1768 году) и внесших свой вклад в ее защиту. Возросшее местное участие в организации обороны в конечном итоге подрывало власть метрополии и способствовало движению за независимость.